# Compagnie maritime belge
Pour les articles homonymes, voir CMB.

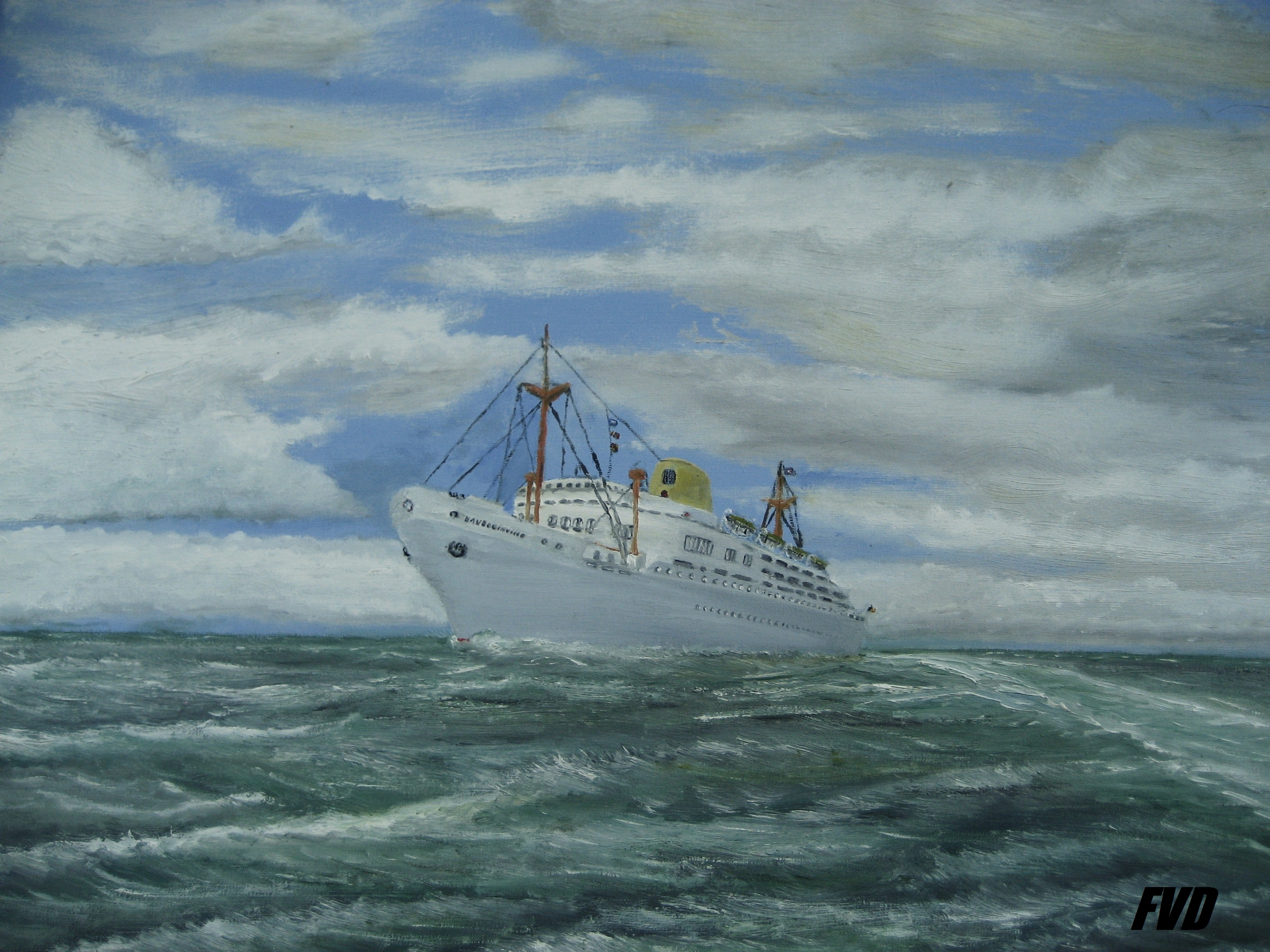
Le Villeboat Baudouinville (1957-1961) de la CMB en route vers les Canaries et Matadi

La Compagnie maritime belge (CMB), avant 1930 Compagnie belge maritime du Congo (CBMC), est un groupe établi à Anvers, principalement actif dans l'industrie et le transport maritime.

## Histoire

### Compagnie belge maritime du Congo

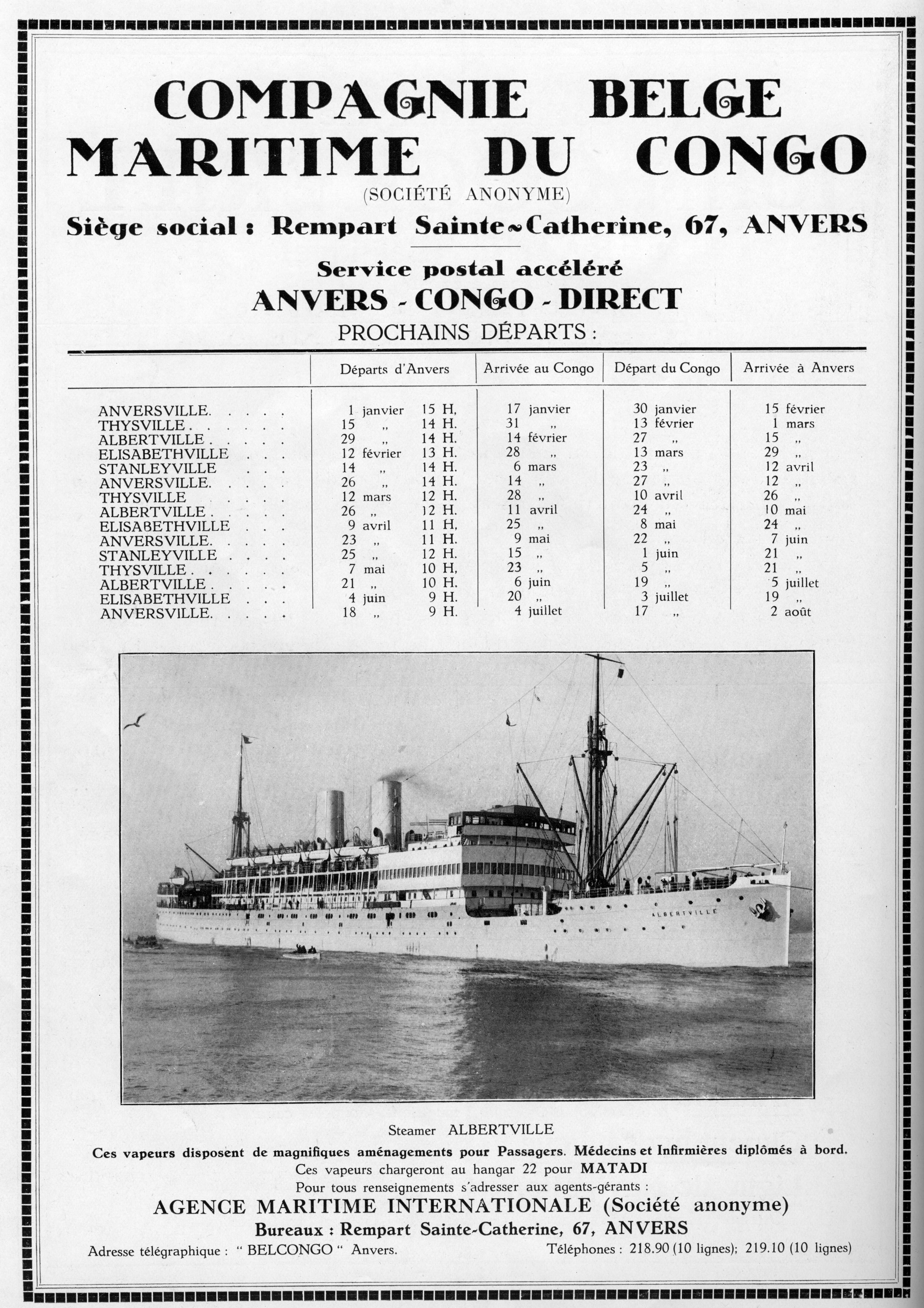
Affiche Anvers Congo

Le 24 janvier 1895, la Compagnie belge maritime du Congo fut créée à l'instigation du roi Léopold II, en vue de fournir une liaison maritime régulière entre le port d'Anvers et la colonie belge du Congo. À l'origine, le capital de la société était en majorité détenu par les Anglais.
Le premier navire sous pavillon belge à quitter Anvers fut le Léopoldville, premier du nom. Les contrats successifs passés entre la CBMC et l'État indépendant du Congo exigèrent des vitesses de rotation plus rapides ce qui amena la compagnie à remplacer régulièrement ses navires par des unités neuves plus rapides et plus grandes. Dans la période qui précède 1911, la durée moyenne de service d'un navire n'était que de 3 ans et 10 mois. En août 1914, la flotte de la CMBC présentait un tonnage global de 22 456 tonnes brutes.
Pendant la Première Guerre mondiale, la diminution du tonnage britannique, français et portugais vers le Congo belge du fait de la guerre sous-marine, combinée à l'essor des exportations congolaises, provoqua une accumulation des stocks dans les ports congolais. De plus, il fallut assurer une liaison avec les États-Unis pour approvisionner la colonie. La compagnie, non seulement perdit l'Élisabethville 1 torpillé, mais ne put acquérir de navires supplémentaires.
À la fin des hostilités, la construction et l'acquisition de nouveaux navires put reprendre pour faire face à l'accroissement du tonnage à transporter entre la colonie et la métropole.

### Compagnie maritime belge
Le 20 février 1930, la CMBC absorba le numéro un de la marine marchande belge, le Lloyd Royale Belge, et prit le nom de Compagnie maritime belge. La CMB devint ainsi le leader incontesté des armements belges avec près de 50 % du tonnage belge. Cette fusion amena aussi une extension de ses liaisons vers l'Amérique du Nord et du Sud et vers l'Extrême-Orient.
Mais avec la crise de 1929, la compagnie dut désarmer des navires, jusqu'à 28 % de son tonnage début 1933. À la fin 1933, l'État belge accorda des prêts aux armements belges pour remettre en service des unités désarmées et pour encourager la construction de nouveaux navires. À partir de 1937, la conjoncture économique s'améliora et la CMB en profita pour rajeunir sa flotte en revendant 24 anciens vapeurs.
Pendant la Drôle de guerre, 2 cargos de la compagnie sautèrent sur une mine.
Pendant la Seconde Guerre mondiale, la CMB perdit 20 navires par saisie des Allemands dans les ports français, par bombardement et par torpillage. Mais elle put acquérir 4 "Liberty ships" aux États-Unis. Au total, la compagnie perdit trois quarts de son tonnage. Ses pertes en hommes d'équipage furent de 271 blancs et 23 noirs.
Après la guerre, la CMB acquit très vite de nouveaux navires de type "Liberty ship", "Victory ship" ou "cargo Empire", en propriété ou en affrètement. Elle passa aussi commande de 3 nouveaux paquebots mixtes pour la ligne congolaise. En 1951, la flotte de la compagnie comprenait 5 paquebots et 24 cargos. La même année, la CMB décida le remplacement progressif d'anciens cargos par de nouveaux de la classe Lu (Lubumbashi, Lubilash, Lusambo, ...) destinés aux lignes vers l'Amérique du Nord et du Sud. De 1957 à 1962, la compagnie mit en service 13 cargos de la classe Mo (Moanda, Moero, Mokambo, ...) destinés aux lignes de l'Afrique de l'Ouest et de l'Est. Fin 1958, la flotte rajeunie comportait 33 navires pour un port en lourd de 352 084 tonnes.
En juillet 1960, la mutinerie de la Force publique au Congo provoqua le départ définitif d'une importante partie de la population européenne de ce pays. La même année, la compagnie aérienne nationale belge Sabena mit en service ses premiers quadriréacteurs Boeing 707 vers l'Afrique. Ces deux facteurs amenèrent une chute très sensible du nombre de passagers voyageant sur les paquebots de la CMB. En conséquence, en janvier 1961, la compagnie mit en vente 3 de ses 5 Ville-boats. En 1973, la compagnie vendit son dernier paquebot.
À la fin des années 70, la CMB commença à vendre ses cargos pour les remplacer par des navires spécialisés : vraquier, porte-conteneurs, pétrolier, transporteur de GPL réfrigéré.
Elle s'est ensuite progressivement agrandie en absorbant les armateurs belges Armement Deppe (1960), puis Bocimar (1982) et Hessenatie (1988), spécialisée dans la logistique et l'entreposage dans le port d'Anvers.
Originellement dans le giron de la Société générale de Belgique, le groupe passa sous contrôle du groupe Almabo en 1991 et, depuis 2007, il dépend du holding Saverco.

## Flotte

### Paquebots et Ville-boats
| Nom              | Jauge brute | Constructeur                                  | Mise en service | Arrêt | Remarques |
| ---------------- | ----------- | --------------------------------------------- | --------------- | ----- | --- |
| Albertville 1    | 3953        | Sir Raylton Dixon & Cy, Middlesbrough         | 1896            | 1898  | vendu à l'African Steam Ship Cy. |
| Albertville 2    | 3805        | idem                                          | 1898            | 1904  | vendu |
| Albertville 3    | 4793        | Alex Stephen & Sons Ltd, Glasgow              | 1906            | 1911  | vendu à l'African Steam Ship Cy. |
| Albertville 4    | 7745        | John Cockerill, Hoboken                       | 1913            | 1923  | mis à la disposition de la Croix Rouge pour servir de navire-hôpital en 1914. Il reprit ses voyages vers le Congo au départ de la Grande-Bretagne de 1915 à 1918. Vendu au Portugal. Il a été démoli en 1950.                                                                                       |
| Albertville 5    | 10629       | Ateliers et Chantiers de la Loire             | 1928            | 1940  | réquisitionné par la France à Bordeaux en mai 1940. Il fut bombardé et coulé au Havre le 11 juin 1940. |
| Albertville 6    | 10530       | John Cockerill, Hoboken                       | 1948            | 1973  | vendu pour la casse. |
| Anversville 1    | 4080        | Sir Raylton Dixon & Cy, Middlesbrough         | 1899            | 1906  | vendu |
| Anversville 2    | 8400        | Alex Stephen & Sons Ltd, Glasgow              | 1912            | 1938  | basé à Hull en Grande-Bretagne de 1915 à 1918. En 1938 il fut vendu pour démolition. |
| Baudouinville 1  | 13517       | John Cockerill, Hoboken                       | 1939            | 1944  | réquisitionné par la France à Bordeaux en 1940, puis capturé par les Allemands et immobilisé à Nantes où il fut sabordé et incendié le 10 août 1944. Il fut remorqué à Anvers pour y être mis à la casse.                                                                                           |
| Baudouinville 2  | 10312       | idem                                          | 1950            | 1957  | renommé Thysville (2) à la suite du lancement du Baudouinville 3 en 1957. |
| Baudouinville 3  | 13876       | Cockerill Ougrée, Hoboken                     | 1957            | 1961  | vendu à P&O (MS Cathay). Revendu en 1976 à la Nab Yang Shipping Company (MS Kengshin) et ultérieurement à la China Ocean Shipping Company (MS Shanghai). Il est finalement envoyé à la casse en 1996.                                                                                               |
| Bruxellesville 1 | 3900        | Sir Raylton Dixon & Cy, Middlesbrough         | 1898            | 1907  | vendu |
| Bruxellesville 2 | 4075        | Sir Raylton Dixon & Cy, Middlesbrough         | 1906            | 1908  | ex Zunguru, affrété par la CMB pour remplacer le Léopoldville 3 puis immobilisé par une avarie. |
| Bruxellesville 3 | 5771        | Alex Stephen & Sons Ltd, Glasgow              | 1909            | 1911  | Il est vendu en 1912 |
| Charlesville     | 10978       | John Cockerill, Hoboken                       | 1951            | 1967  | vendu à une compagnie maritime est-allemande qui l'utilisa pour des transports vers Cuba et le Mexique. En 1977 le navire fut désarmé à Rostock et utilisé comme école professionnelle puis comme auberge de jeunesse. Il a sombré en mer en mai 2013 lors de son remorquage vers un port de casse. |
| Coomassie        | 2902        | Naval Cons. & A, Barrow-in-Furness            | 1890            | 1896  | premier navire de la compagnie. Reçu en 1895 de l'"African Steam Ship Cy" en échange d'actions de la compagnie belge, il fut revendu en 1896 à l'African Steam Ship Cy. |
| Élisabethville 1 | 7017        | Alex Stephen & Sons Ltd, Glasgow              | 1911            | 1917  | torpillé par le sous-marin allemand UC-71 le 6 septembre 1917, en face de Belle-Ile-en-Mer. 14 personnes périrent. |
| Élisabethville 2 | 8300        | John Cockerill, Hoboken                       | 1922            | 1947  | arrivé en Angleterre le 5 décembre 1940, il participa au transport des troupes à dater du 16 décembre. Vendu. |
| Élisabethville 3 | 10530       | idem                                          | 1949            | 1968  | vendu pour démolition après un incendie. |
| Jadotville       | 13724       | SA des Chantiers et Ateliers de Saint-Nazaire | 1956            | 1961  | il reçoit le nom de Jean Jadot, Gouverneur auprès de la Société générale de Belgique. Vendu à P&O (MS Chitral). Il est revendu pour la casse en 1975. |
| Léopoldville 1   | 2500        | Sir Raylton Dixon & Cy, Middlesbrough         | 1895            | 1897  | vendu à l'African Steam Ship Cy. |
| Léopoldville 2   | 3963        | idem                                          | 1897            | 1903  | vendu à l'African Steam Ship Cy. |
| Léopoldville 3   | 4152        | idem                                          | 1904            | 1909  | remplacé par le Bruxellesville 2 entre 1906 et 1909. Il est vendu à l'African Steam Ship Cy. |
| Léopoldville 4   | 6327        | Harland & Wolff Ltd, Belfast                  | 1909            | 1914  | vendu à l'African Steam Ship Cy. |
| Léopoldville 5   | 11439       | John Cockerill, Hoboken                       | 1929            | 1944  | utilisé pour la liaison vers le Congo et pour des croisières. Il fut mis au service de la Grande-Bretagne en 1940 et transformé en transporteur de troupes. Il fut torpillé par le Unterseeboot 486, le 24 décembre 1944 vers 18 h en vue de Cherbourg. 765 G.I. et 5 hommes d'équipage périrent.   |
| Léopoldville 6   | 10530       | idem                                          | 1948            | 1967  | transféré à la Compagnie Maritime Congolaise (CMC) sous l'appellation P.E Lumumba. Il est envoyé à la casse en 1973. |
| Mar del Plata    | 7380        | John Cockerill, Hoboken                       | 1938            | 1958  | 1940 réquisitionné par l'Allemagne, 1945 restitué à la CMB, 1958 vendu à l'Allemagne de l'Est (MS Heinrich Heine), 1968 revendu à la Loyna Cia Navigation S.A, Famagouste, Chypre (Cleo II). Il est envoyé à la casse en 1973.                                                                      |
| Philippeville    | 4100        | Sir Raylton Dixon & Cy, Middlesbrough         | 1899            | 1908  | vendu à l'African Steam Shipt Cy. |
| Stanleyville 1   | 4051        | idem                                          | 1899            | 1902  | fit naufrage le 23 mai 1902 sur les rochers de la Côte de l'Or alors qu'il se rendait au Congo. |
| Stanleyville 2   | 6612        | J. Brown & Co, Clydebank                      | 1926            | 1932  | d'abord cargo, puis transformé en paquebot. Vendu. |
| Thysville 1      | 8300        | John Cockerill, Hoboken                       | 1922            | 1948  | vendu |
| Thysville 2      | 10312       | idem                                          | 1957            | 1961  | ex Baudouinville 2. Vendu au Vestey Group et affecté successivement à la Booth Line Cy (RMS Anselm), puis en 1963 à la Blue Star Line (MV Iberia Star) et finalement en 1965 à l'Austasia Lines (MV Australasia). Il est envoyé à la casse en 1972.                                                 |

Source : CMB 100 de G. Devos et G. Elewaut

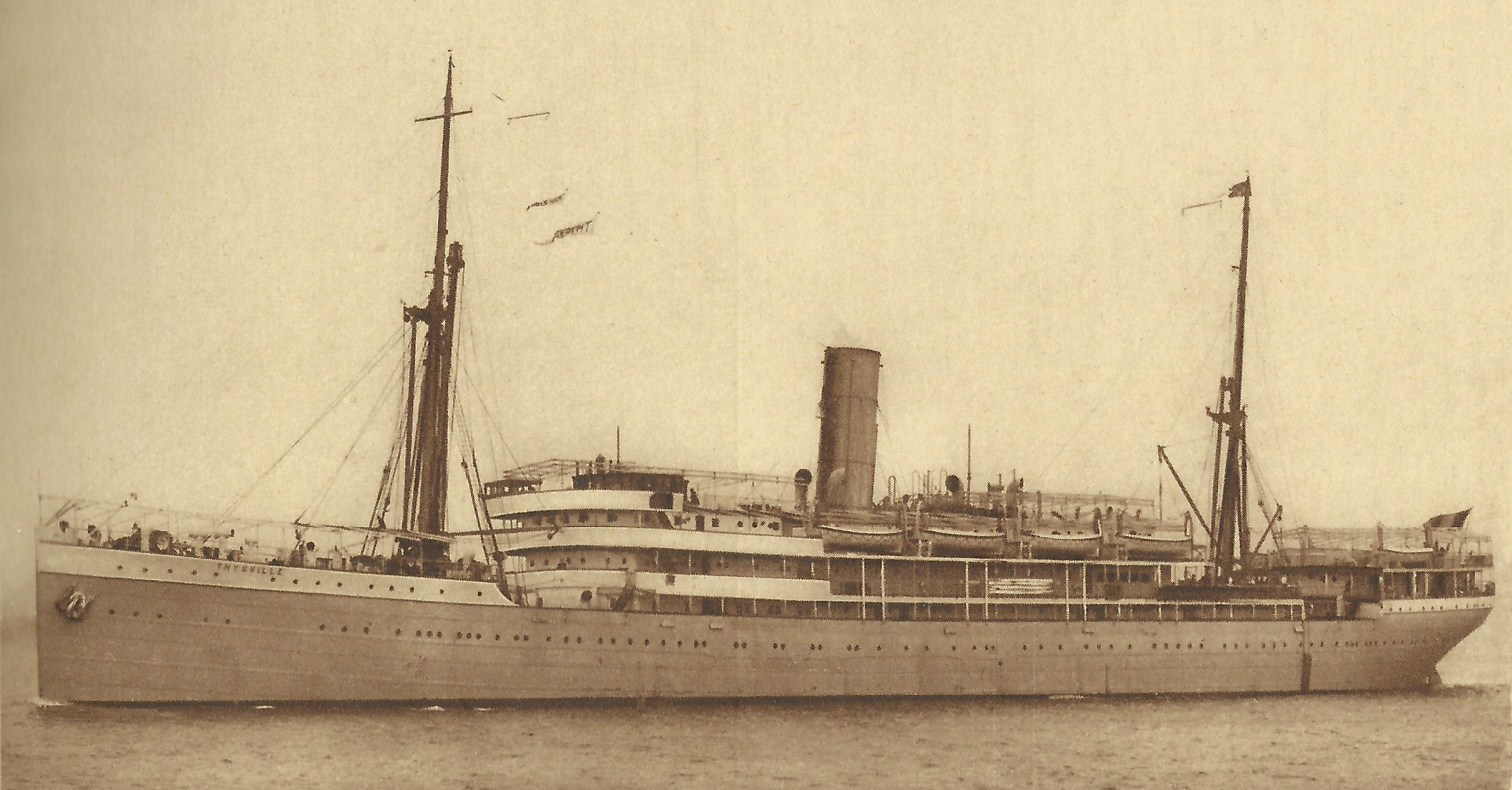
Le Paquebot Thysville (1922-1948)

Bien que classés par la CMB comme Paquebots, ces navires furent en fait des paquebots mixtes.
Ceux qui ont été construits après 1945 pouvaient emporter de 208 à 325 passagers et 9500 tonnes de fret dans les cales, avec une vitesse en service normal de 16,5 noeuds. La différence avec les cargos mixtes (comme les Copacabana, Mar del Plata ou Gouverneur Galopin, Fabiolaville [1972-1989]) est que ces derniers ne prenaient que de 90 à 180 passagers. Quant au terme Ville-boat, propre à la CMB, il fut réservé aux paquebots mixtes construits après la Seconde Guerre mondiale.

### Cargos

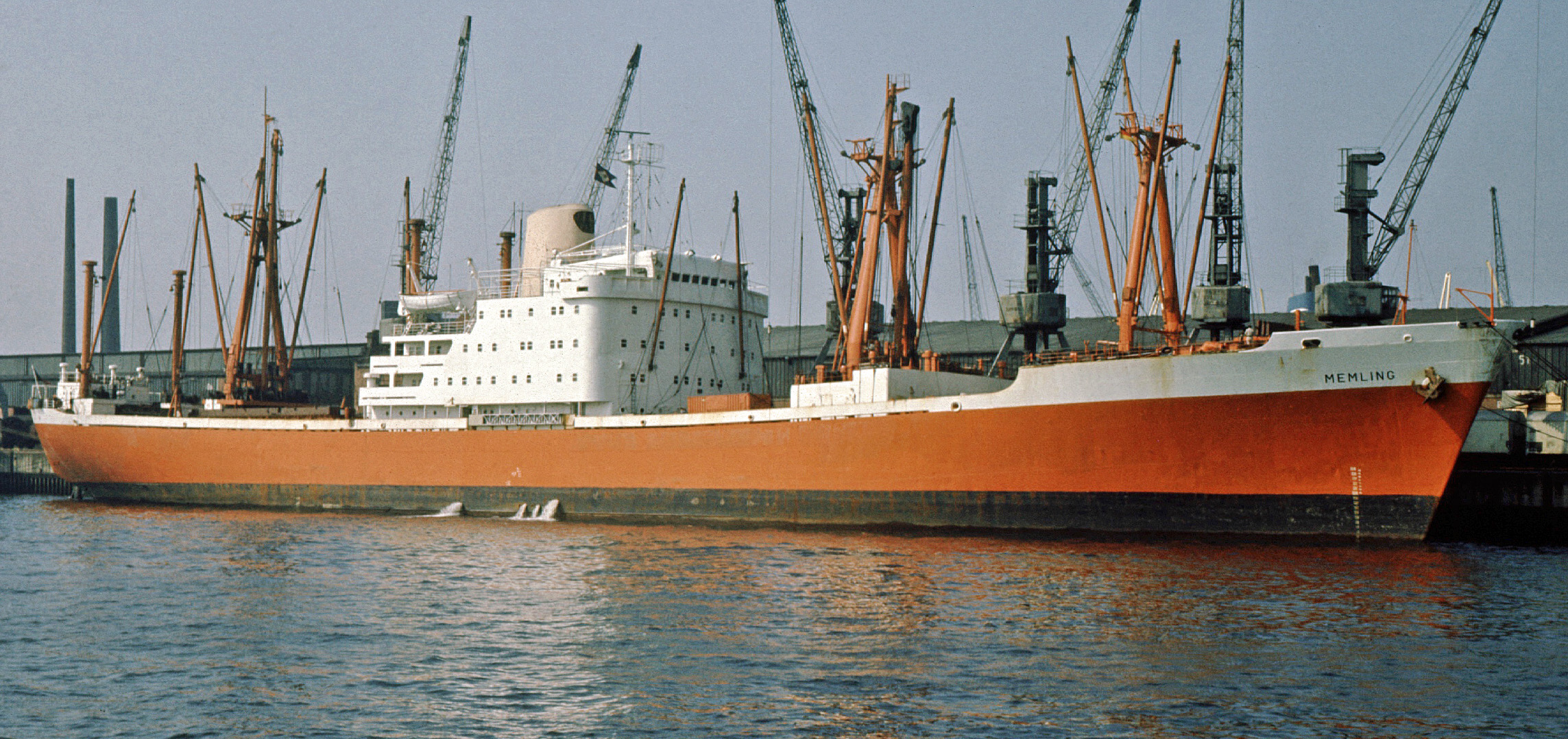
Couleurs des cargos de la CMB dans les années 1970 (Memling 1973).

Jusqu'à l'achat des Liberty ships, il n'y eut pas de standardisation dans les navires commandés. Après 1940 et une certaine standardisation, la CMB fut propriétaire de :
- 4 "Liberty ships"[8] ;
- 6 "Victory ships"[8] ;
- 4 cargos classe Empire de 10 000 tonnes filant à 11 nœuds ;
- 8 cargos classe Lu de 11 200 tonnes filant à 16 nœuds et pouvant embarquer 12 passagers[6] ;
- 13 cargos classe Mo de 12 900 tonnes filant à 13-14 nœuds ;
- 4 cargos classe Peintres (Breughel, Rubens, Memling, Jordaens) de +/- 12 700 tonnes filant à 18 nœuds ;
- 3 cargos classe Mont (Montaigle, Monfort, …) de 16 560 tonnes filant à 20 nœuds.

Début 2014, la compagnie est propriétaire d'une flotte de 47 navires (de 32 000 à 180 000 tonnes) et elle a commandé la construction de 15 nouvelles unités.